# Лижні перегони на зимових Олімпійських іграх 1932
Змагання з лижних перегонів на зимових Олімпійських іграх 1932 відбулись 10 (18 км) і 13 (50 км) лютого. В них взяли участь 58 лижників з 11-ти країн.

## Чемпіони та призери

### Таблиця медалей
| Місце              | Країна             | Золото | Срібло | Бронза | Загалом |
| ------------------ | ------------------ | ------ | ------ | ------ | ------- |
| 1                  | Фінляндія          | 1      | 1      | 1      | 3       |
| 2                  | Швеція             | 1      | 1      | 0      | 2       |
| 3                  | Норвегія           | 0      | 0      | 1      | 1       |
| Загалом (3 збірні) | Загалом (3 збірні) | 2      | 2      | 2      | 6       |

### Види програми
| Дисципліна | Золото                    | Золото  | Срібло                      | Срібло  | Бронза                      | Бронза  |
| ---------- | ------------------------- | ------- | --------------------------- | ------- | --------------------------- | ------- |
| 18 км      | Свен Уттерстрем · Швеція  | 1:23:07 | Аксель Вікстрем · Швеція    | 1:25:07 | Велі Саарінен · Фінляндія   | 1:25:24 |
| 50 км      | Велі Саарінен · Фінляндія | 4:28:00 | Вяйне Лійкканен · Фінляндія | 4:28:20 | Арне Рустадстуен · Норвегія | 4:31:53 |

## Країни-учасниці
У змаганнях з лижних перегонів на Олімпійських іграх у Лейк-Плесіді взяли участь 58 лижників з 11-ти країн.
- Австрія (3)
- Канада (7)
- Чехословаччина (4)
- Фінляндія (5)
- Франція (5)
- Італія (6)
- Японія (6)
- Норвегія (6)
- Польща (4)
- Швеція (6)
- США (7)